# Bongo de montagne
Tragelaphus eurycerus isaaci
Sous-espèce
Synonymes
- Boocercus eurycerus isaaci Thomas, 1902 - protonyme

Statut de conservation UICN

CR : 
En danger critique
Le Bongo de montagne, Tragelaphus eurycerus isaaci, est l'une des deux sous-espèces de Tragelaphus eurycerus. Elle est classée comme « en danger critique d'extinction » par l'Union internationale pour la conservation de la nature (UICN).

## Répartition
Originaire du Kenya, on le trouvait également en Ouganda avant sa disparition vers 1913-1914 .
Autrefois on pouvait trouver le Bongo des montagnes dans les zones de montagnes boisées du Mont Kenya, du Parc national d'Aberdare, de la forêt Mau, des collines Cherengani (en) et Chepalungu au Kenya et au Mont Elgon entre le Kenya et l'Ouganda .
À la suite de son extermination du côté ougandais du Mont Elgon , on ne le trouve maintenant que dans quatre lieux isolés du Kenya : le Mont Kenya, la forêt Mau, la forêt Eburu et le parc Aberdares,.

## Habitat
Le Bongo des montagnes, comme son nom l'indique, vit dans les forêts de montagne. Un record d’altitude de 4 300 m sur le Mont Kenya a été enregistré en 1993.

## Statut
Depuis 2008, la CITES a classé le Tragelaphus eurycerus isaaci comme en danger critique d'extinction. Il ne resterait qu'une centaine d'individus répartis en cinq sous-populations.  

## Menaces
Les principales menaces qui pèsent sur le Bongo des montagnes sont la chasse et la perte de son habitat, à cause de l'exploitation illégale, dans les forêts de Mau et d'Erubu.
Dans les Aberdares, le déclin de la population de Bongo des montagnes serait la conséquence de l'augmentation de la chasse par les populations locales, la perte de son habitat, ainsi que l’augmentation du nombre de lions dans la région .
La transmission de maladies dues au pâturage du bétail dans les réserves forestières a sans doute contribué au déclin de l'espèce .

## Conservation
Depuis 2004, deux projets de conservation du Bongo des montagnes sont en cours :

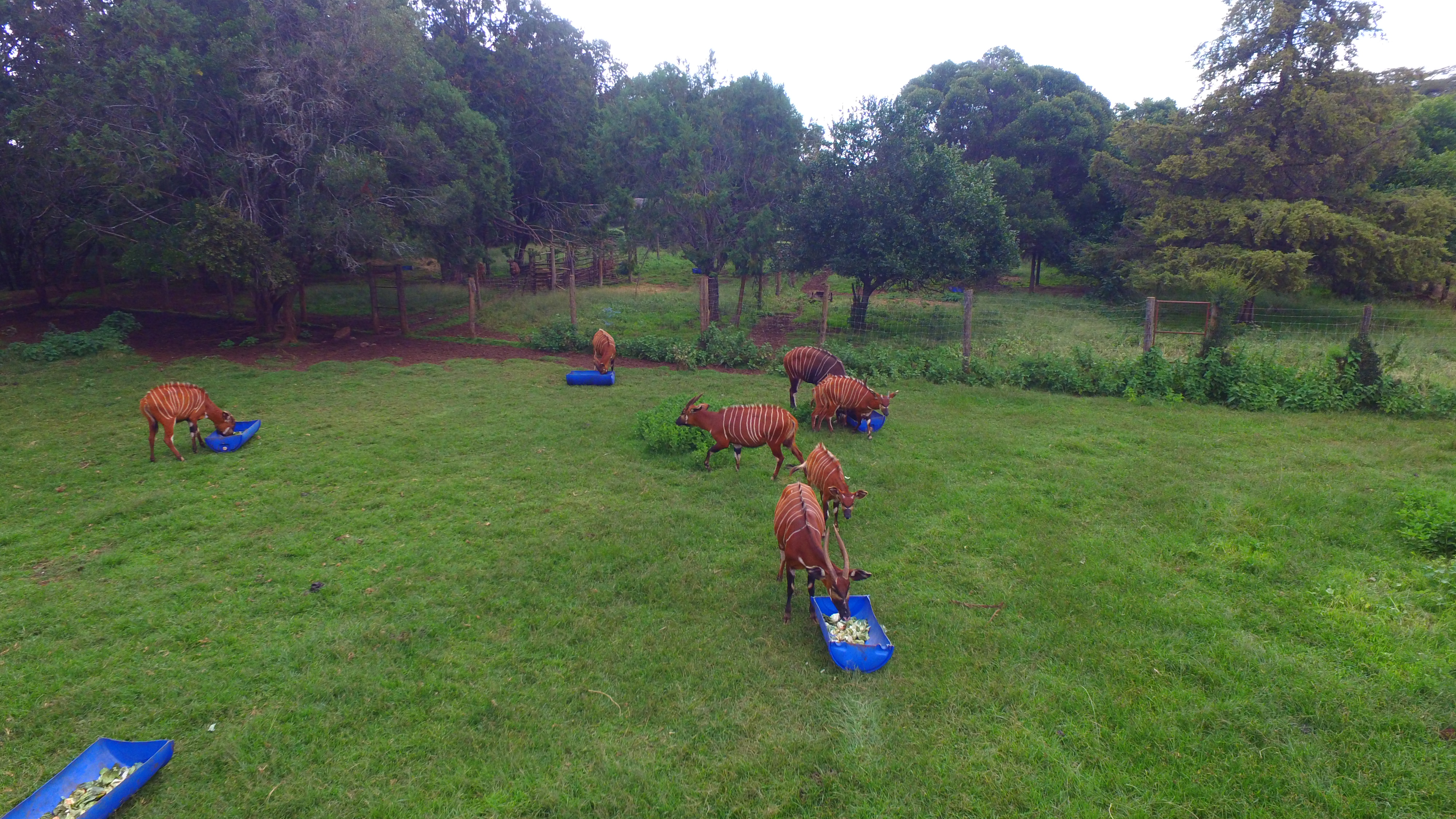
Bongos des montagnes en captivité dans la Mount Kenya Wildlife Conservancy (2019)

- un programme de réintroduction a été créé dans le Mont Kenya. Dix-huit animaux, en provenance de zoos nord-américains, ont rejoint une installation d'élevage en captivité au Mont Kenya Game Ranch ;
- le lancement, en 2005, d'un programme de recherche sur l'écologie du Bongo des montagnes, en utilisant des données recueillies sur le terrain et qui a pour but de déterminer la configuration de son habitat (à Aberdares et au Mont Kenya) [6].

Un programme de surveillance du Bongo des montagnes est lancé en parallèle, en 2004.

## Étymologie
Le terme isaaci lui a été donné en l'honneur de F. W. Isaac qui aura contribué à la description de cette sous-espèce.

## Publication originale
- (en) Oldfield Thomas, « XLIV.—On the East-African representative of the Bongo and its generic position », Annals and Magazine of Natural History, Londres, Taylor & Francis, vol. 10, no 58,‎ octobre 1902, p. 309–310 (ISSN 0374-5481, OCLC 1481361, DOI 10.1080/00222930208678676, lire en ligne).